# Barlow (Derbyshire)
Barlow – wieś w Anglii, w hrabstwie Derbyshire, w dystrykcie North East Derbyshire. Leży 39 km na północ od miasta Derby i 217 km na północny zachód od Londynu. Miejscowość liczy 884 mieszkańców.